# Vespa crucigera
Vespa crucigera är en stekelart som beskrevs av Weber. Vespa crucigera ingår i släktet Vespa och familjen Eumenidae. Inga underarter finns listade i Catalogue of Life.